# Yoon Sang-hyun
Yoon Sang Hyun (né Yun Sang Hyeon, 윤상현) est un auteur-compositeur-interprète, chanteur et acteur sud-coréen né le 21 septembre 1973.

## Filmographie

### Cinéma
- 2006 : Ssunday Seoul
- 2012 : Tone-deaf Clinic : Shin-heung
- 2014 : A Dynamite Family : Soo-kyo
- 2019 : Miss & Mrs. Cops : Jo Ji-Cheol, le mari de Mi-young

### Télévision
Séries télévisées
- 2005 : Marrying a Millionaire : Yoo Jin-ha
- 2006 : Exhibition of Fireworks : Kang Seung-woo
- 2006 : Common Single : Yoon Ji-heon
- 2007 : Winter Bird : Joo Kyung-woo
- 2008 : The Secret of Coocoo Island : Chairman Yoon
- 2008 : One Mom and Three Dads : Jung Sung-min
- 2009 : Queen of Housewives : Heo Tae-joon / "Tae-bong" [1]
- 2009 : Take Care of the Young Lady : Seo Dong-chan [2]
- 2010 : Secret Garden : Oska
- 2011 : Can't Lose : Yeon Hyung-woo
- 2013 : I Can Hear Your Voice : Cha Gwan-woo
- 2014 : Gap-dong : Ha Moo-yeom
- 2014 : Pinocchio : Cha Gwan-woo
- 2015 : The Time We Were Not in Love : Lui-même (cameo, episode 2)
- 2016 : My Horrible Boss : Nam Jung-gi
- 2016 : Shopping King Louie : Cha Joong-won
- 2017 : Ms. Perfect : Koo Jung-hee
- 2017 : Strong Girl Bong-soon : Charles Go
- 2018 : Hold Me Tight : Kim Do-young
- 2018 : My Secret Terrius : Yoo Ji-sub
- 2020 : 18 Again : Hong Dae-young

Émissions de divertissement
- 2010 : Family Outing 2 (SBS) [3]
- 2015 : Law of the Jungle in Yap Islands (SBS)
- 2015 : The Human Condition, Saison 2 (KBS2)

## Récompenses
Take Care of the Young Lady
- 2009 KBS Drama Awards: Prix du meilleur Couple avec Yoon Eun Hye
- 2009 KBS Drama Awards: Prix de la Popularité

Queen of Housewives
- 2009 MBC Drama Awards: Top Excellence - Acteur ()

Common Single
- 2006 SBS Drama Awards: Nouvelle Etoile